# Avaz Twist Tower
Avaz Twist Tower (ATT) je neboder u Sarajevu, Bosna i Hercegovina. On je sjedište novinsko-izdavačke kuće Avaz. 
Avaz Twist Tower je visok 142 metra i zajedno s 30 metara visokom antenom, ukupna visina nebodera je 172 metra. Na visini od 100 metara se nalazi restoran s terasom, a za zadnja tri kata predviđeni su ugostiteljski objekti.
Po visini, Avaz Twist Tower je 88. toranj u Europi.

## Opis
ATT se nalazi na Marijinom dvoru, u poslovnom distriktu Sarajeva. Osim njega tamo se nalaze i Zgrada Parlamenta i Vlade BiH. Nedavno je najavljena gradnja trećeg UNITIC tornja.
Gradnja ATT-a započela je u kolovozu 2006., i trajala do kraja 2008. ATT je izgrađen od staklene fasade, koja se uvija.  
Avaz Twist Tower je neko vrijeme imao titulu najviše zgrade na Balkanu, koja mu je oduzeta završetkom obnove TV tornja Avala, u Beogradu, u Srbiji. Unatoč tomu, ATT je danas jedan od najzanimljivijih nebodera (tornjeva) u Europi.

### Prije ATT-a
Prije gradnje ATT-a, Bosmalov gradski centar (Sarajevo) je bio najviša zgrada u BiH, dok je PC Ušće (Beograd), bio najviši neboder na Balkanu. 
Nakon gradnje Avaz Twist Towera, staro Avazovo sjedište je pretvoreno u hotel, te u uredski prostor. Taj hotel, čiji je vlasnik Fahrudin Radončić, danas ima 5 zvjezdica. Naziva se Radon Plaza Hotel.

## Vanjske poveznice
- avaztwisttower.com  Arhivirana inačica izvorne stranice od 21. travnja 2018. (Wayback Machine)